# Etazeta av Bithynien
Etazeta av Bithynien, död efter 254 f.Kr, var en drottning av Bithynien genom äktenskap med Nicomedes I av Bithynien.  Hon var Bithyniens regent 255–254 f.Kr som förmyndare för sina minderåriga söner. 

## Biografi
Etazeta övertalade sin make Nicomedes I att exkludera barnen från sitt första äktenskap från arvsrätten till tronen och i stället utse hennes söner till sina tronarvingar. 
Då han avled 255 f.Kr blev Etazeta Bithyniens regent som förmyndare för söner under beskydd av Ptolemaios II av Egypten och Antigonus II av Makedonien. Hennes makes son ur första äktenskapet, Ziaelas av Bithynien, vägrade dock att acceptera sin fars testamente och utlöste ett inbördeskrig genom att utmana henne om makten. Etazeta bekämpade honom och slöt en allians med sin avlidne makes bror genom att gifta sig med honom, men var till slut tvungen att inse att situationen var ohållbar. 
År 254 f.Kr avslutade hon sin regering genom att tillsammans med sina söner fly till Makedonien.   